# Mein Sohn, der Herr Minister
Mein Sohn, der Herr Minister ist eine 1937 gedrehte, satirische Filmkomödie über den Parlamentarismus in der Demokratie mit NS-politisch gefärbter Tendenz. Regie führte Veit Harlan.
Es handelt sich heute um einen Vorbehaltsfilm der Friedrich-Wilhelm-Murnau-Stiftung. Er gehört damit zum Bestand der Stiftung, ist nicht für den Vertrieb freigegeben und darf nur mit Zustimmung und unter Bedingungen der Stiftung gezeigt werden.

## Handlung
Paris während der Zwischenkriegszeit. In der französischen Politik geht es drunter und drüber. Soeben musste der Kulturminister Baroche aufgrund einer pikanten Affäre zurücktreten, da macht man sich schon lustig über ihn. Die Chansonette Betty Joinville verspottet ihn im Kabarett mit ihren Gesangsvorträgen. Ein Nachfolger Baroches ist schnell gefunden, der junge Nachwuchspolitiker von der gemäßigten Linken Robert Fabre-Marines, der seit Jahren von seiner ehrgeizigen Mutter Sylvie zielgerichtet protegiert wird. Für den altgedienten Amtsdiener Gabriel ist die würdige Amtsübergabe nichts Neues, hat er doch bereits sieben Minister in seinem Haus kommen und gehen sehen.
Als der Chansonette Betty wegen allzu frecher, politisch anzüglicher Lieder wieder einmal der Auftritt verboten werden soll, verspricht sie dem Direktor ihres Etablissements, diese Angelegenheit in der ihr eigenen, bislang stets erfolgreichen Manier wieder in Ordnung zu bringen. Gabriel sagt der blonden Chanteuse zu, ihr gegen die Entlohnung in Form einer japanischen Angel Zutritt zum Allerheiligsten des Herrn Ministers zu verschaffen. Noch bevor es zu dem pikanten Stelldichein zwischen der Sängerin und dem Herrn Minister kommen kann, erkennt der Amtsdiener auf der Straße seine einstige Ehefrau Sylvie, die ihn vor 35 Jahren Hals über Kopf verlassen hatte und mit einem anderen Mann nach Amerika durchgebrannt war. Als Gabriel sie nach dem gemeinsamen Sohn fragt, weicht sie zunächst aus.
Am nächsten Tag ist Robert Fabre-Marines erstaunt, seine Mutter hinter seinem Schreibtisch anzutreffen. Sie arbeitet gerade „seine“ Akten ab und scheint auch sonst sehr klar zu entscheiden, wie er die Amtsgeschäfte führen soll. Fabre-Marines wendet sich nur kopfschüttelnd ab, da klingelt seine Mutter nach dem Amtsdiener. Dieser tritt ein … und es ist zu ihrer großen Überraschung ihr Ex-Mann! Gabriel ist nicht minder verblüfft, dass der Herr Minister sein Sohn sein soll. Beide Elternteile schweigen sich jedoch gegenüber dem jungen Minister bezüglich Gabriels Vaterschaft aus. Sylvie läuft dem wieder aus dem Ministerzimmer entschwindenden Gabriel rasch hinterher und bittet ihn inständig, weiterhin Stillschweigen zu bewahren.
In der Zwischenzeit war die Sängerin Betty nicht untätig. Sie hat sich der Loyalität des linksradikalen Abgeordneten Vaccarés versichert, mit der Begründung, die Linke werde sich für die Freiheit der vom Establishment „unterdrückten“ Kunst einsetzen. Zähneknirschend lässt Gabriel die Sirene zu seinem Chef und Sohn vor. Die spult ihr übliches und bislang stets erfolgreiches Programm ab, wie man einen Minister am besten um den Finger wickelt. Gabriel kann und will dabei nicht länger zusehen – auch wenn er bislang nur am Schlüsselloch gehorcht hatte – und stürzt in das Amtszimmer seines Sohnes. Betty Joinville, bereits in voller Aktion, läuft schreiend aus dem Raum und Roberts politischem Gegner Vaccarés in die Arme, der Sekunden später mitbekommt, wie sich der Amtsdiener seinen Chef moralisch entrüstet zur Brust nimmt.
Angesichts so weit reichender Insubordination wirft der Jungminister seinen ihm unbekannten Vater hochkant heraus. Ein entstehendes Handgemenge wird gerade noch durch die auftauchende Sylvie verhindert. Vaccarés, der die Gelegenheit für einen politischen Skandal und damit eine Steilvorlage für seine politischen Machenschaften wittert, beglückwünscht scheinheilig den gefeuerten Amtsdiener für seine „revolutionäre Tat“. Sylvie kommt nun nicht mehr umhin, ihren Sohn mit der Tatsache vertraut zu machen, dass der soeben entlassene Amtsdiener niemand anderes ist als sein Vater. Sie bittet aber, um seiner Karriere willen, nichts darüber verlauten zu lassen. Roberts Ehefrau Nannette, die alles draußen vor der Tür mitbekommen hat, nennt jedoch im Vorzimmer Gabriel liebevoll 'Schwiegerpapa'.
Vaccarés hatte nichts Eiligeres zu tun, als die linke Presse mit dem neuen Betty-Minister-Skandal zu füttern. Da Betty diesmal nicht ihr Ziel erreichen konnte, scheint auch ihre Gesangskarriere kurz vor dem Ende. Vaccarés plant jedoch schon den nächsten Coup. Als der Minister eines Abends zu einer großen Soirée einlädt, erscheint am Arm von Vaccarés: Betty Joinville! Ein Skandal bahnt sich an, doch Robert Fabre-Marines entschärft den von seinem politischen Gegner entfachten Konflikt, indem er mit der Sängerin ganz entspannt tanzt und ihr en passant verspricht, dass er natürlich das Auftrittsverbot gegen sie fallen zu lassen gedenkt. Diese öffentliche Inszenierung wiederum treibt die Eifersucht in des Ministers Gattin hoch, was wiederum Gabriel keine Ruhe lässt.
Er bittet seinen ehemaligen Chef mit der Behauptung, der Präsident wünsche ihn am Telefon zu sprechen, nach draußen. Die sensationsgierige Journalistenmeute folgt ihm heimlich. Doch anstatt eines politischen Disputs werden die Pressevertreter Zeuge, wie der geschasste Amtsdiener seinem Chef in väterlichem Zorn eine Ohrfeige verpasst. Vaccarés grinst zufrieden, und die Pressewelt hat einen neuen handfesten Skandal. Mit Gabriel ist zugleich ein neuer „revolutionärer Volksheld“ geboren, und die Massen feiern ihn als „Befreier des Proletariats“. Entnervt gibt der Herr Minister auf und verkündet schließlich seinen Rücktritt. Um riskanten Neuwahlen zu entgehen, wird kurzerhand der neue Volkstribun zum Nachfolger seines Sohnes gemacht. Gabriel ist damit überhaupt nicht einverstanden, seine Ohrfeige diente allein erzieherischen Maßnahmen. Weitergehende Ambitionen hatte er nie besessen. Doch Vaccarés hat schon längst die Weichen gestellt und Gabriel großspurig zum neuen „Volksminister“ ausrufen lassen.
Nachdem sich Gabriel mit einem alten Kollegen Mut angetrunken hat, will er es jetzt all denen da draußen zeigen, die ihn nur als Spielball ihrer schmutzigen Interessen ausgesucht und benutzt haben. Ex-Gattin Sylvie, die auch gern seine Beraterin werden will, wirft er aus seinem Amtszimmer, und auch Sängerin Betty, die sich mal wieder um einen neuen Minister „kümmern“ will, lässt er abblitzen. Immerhin nimmt er ihr Auftrittsverbot zurück, und sei es nur, um vor diesem Quälgeist seine Ruhe zu haben. Als Vaccarés sein Protegé aufsucht, um nun den politischen Ertrag seiner Machenschaften einzufahren, reißt Gabriel die Hutschnur. Er hat gründlich die Nase voll, von allen immer nur herumgeschubst und als Spielball anderer Leute Interessen gesehen zu werden. Und so entlädt sich all seine aufgestaute Wut gegenüber dem linksradikalen Strippenzieher. Gabriel droht nicht nur damit, ihn rausschmeißen zu lassen, sondern er kündet sogar noch das Verbot von dessen Partei an.
Vaccarés setzt nun alle Hebel an, um diesen unbequemen, von ihm „gemachten“ neuen Minister ganz schnell wieder loszuwerden. Die politische Linke fährt alle Geschütze auf, und bald darauf ist auch der neue Minister schon wieder Geschichte. „Wenige Tage später sitzt die ganze Familie friedlich an der Seine im Sonnenschein beim Angeln, umgeben von der sicheren Ruhe, die eine doppelte Staatspension für zwei Minister a.D. als beste Lösung der sozialen Frage gibt. Und die wieder erlaubte Betty singt im Kabarett ein neues Chanson auf die Vorzüge der – Demokratie!“

## Produktionsnotizen
Mein Sohn, der Herr Minister entstand nach dem Theaterstück Fiston von André Birabeau (1890–1974) und war die zweite NS-propagandistische Inszenierung Veit Harlans, des bekanntesten Regimegünstlings unter den Filmregisseuren des Dritten Reichs. Gedreht wurde im März und April 1937, die Außenaufnahmen entstanden bei der Drewitzer Mühle.
Mein Sohn, der Herr Minister ist der einzige NS-Propagandafilm, in dem Hans Moser und die gut Deutsch sprechende Französin Françoise Rosay mitgewirkt haben. Paul Dahlke als skrupelloser, linksradikaler Strippenzieher Vaccarés spielt eine propagandistisch stark verzerrte Figur, mit der das Prinzip der parlamentarischen Demokratie verhöhnt wird und die als dekadent und verkommen denunziert erscheint.
Der am 6. Juli 1937 in Berlin uraufgeführte Film erhielt das NS-Prädikat 'Künstlerisch wertvoll' und wurde mit Jugendverbot belegt.
Die Filmbauten entwarfen Walter Röhrig und Franz Koehn, die Kostüme Manon Hahn.
Aufgrund seiner politischen Tendenzen wurde die Aufführung des Films nach 1945 von den alliierten Militärbehörden verboten.

## Kritik
Erwin Leiser stellt mit Blick auf den Umstand, dass der Film zur Zeit der Front populaire in Frankreich entstanden war, fest, dass er Parlamentarismus und Kommunismus gleichsetzt. Indem die Kommunisten als Drahtzieher hinter den demokratischen Kulissen agieren und sich die demokratischen Ideale bloß rhetorisch aneignen, werden diese Ideale lächerlich gemacht. Im Gespräch zwischen dem scheidenden Minister und dem kommenden Minister wird dazu auch noch die wortreiche Hilflosigkeit des Parlamentarismus der nationalsozialistischen Effektivität gegenübergestellt.
Das große Personenlexikon des Films nannte den Film ein „die Institution Demokratie lächerlich machendes Machwerk.“
Der deutsche Film 1938–1945 erblickte im Film eine „Glossierung des Parlamentarismus – im Dritten Reich erwünschte Tendenz“